# Piracicaba
Piracicaba (Tupí-Guaraní: „Wasserfall“, „Ort, wo der Fisch anhält“; Aussprache: Pira-ssikaba, piɾɐsiˈkabɐ oder piˌɾasiˈkabɐ) ist eine brasilianische Stadt im Staat São Paulo. Piracicaba ist ein wichtiges Landwirtschafts- und Industriezentrum und befindet sich in einer der produktivsten Regionen São Paulos. In Piracicaba und Umgebung leben über 1,5 Millionen Einwohner in der Metropolregion Piracicaba.

## Geographie

### Distrikte
Die Gemeinde ist in Distrikte unterteilt:
- Piracicaba – Hauptdistrikt
- Ártemis
- Guamium (Tanquinho)
- Ibitiruna
- Santa Teresinha de Piracicaba
- Tupi

## Geschichte
Der Name der Stadt bezieht sich auf die Wasserfälle des gleichnamigen Flusses in der Nähe der Stadt. Dort siedelten sich im 17. Jahrhundert erste Kolonisten an und trieben Ackerbau.

### Gründung
1767 entschied die Regierung São Paulos, in der Region Siedlungen zur Unterstützung von Expeditionen und Handelsschifffahrten anzulegen. Gleichzeitig sollte diese Siedlung die Feste Iguatemí an der Grenze zum zukünftigen Paraguay sichern. Die Siedlung sollte an der Mündung des Piracicaba mit dem Tietê angelegt werden, der zuständige Befehlshaber Antônio Correa Barbosa entschied sich aber für ein besser angebundenes und erschlossenes Gebiet 90 km vor den Fällen. Am 1. August 1767 wurde die Stadt gegründet, ein Jahr später erhielt sie Gemeinderechte. Die Stadt wurde 1784 an das andere Flussufer verlegt, da der unregelmäßige und unfruchtbare Boden die Landwirtschaft erschwerte. Erst gegen Ende des Jahrhunderts erlebte die Stadt durch die Flussschifffahrt und Zuckerrohranbau einen Aufschwung und nennenswerte Wachstumsschübe.
1821 erhielt Piracicaba Stadtrechte und wird zum Andenken an die portugiesische Verfassungsreform (im Folgejahr in Kraft getreten) in Vila Nova da Constituição (port. Neue Stadt der Verfassung) umbenannt. Diese Statusänderung beschleunigt das Wachstum, ein Jahr später tagt bereits ein Stadtrat zum ersten Mal. In den Folgejahren wächst die Stadt weiter. Während die brasilianische Kaffeepflanzung im 19. Jahrhundert zum Wachstumsmotors des Staates São Paulo wird, beschränkt sich die Wirtschaft Piracicabas auf den Zuckerrohranbau und wird durch die enormen Anforderungen der Plantagen zum größten Abnehmer für Sklavenarbeit und zum Arbeitsort für befreite Sklaven.
1877 benannte sich die Stadt auf Initiative des damaligen Senators und zukünftigen brasilianischen Staatspräsidenten Prudente de Morais in Piracicaba um. Im selben Jahr wird die Stadt an das Eisenbahnnetz der Companhia Ituana de Ferrovias (Ituanische Eisenbahngesellschaft) angeschlossen. 1881 wird in Piracicaba die größte Zuckerrohrfabrik des Landes gegründet. Mit Aufkommen der Antisklavereibewegung werden immer mehr Sklaven durch Maschinen und durch bezahlte Arbeitskräfte ersetzt, vor allem Portugiesen, Italiener, Syrer und Libanesen.

### Aufschwung und Niedergang
1900 war Piracicaba als viertgrößte Stadt bereits eines der größten Industriezentren São Paulos und hatte elektrisches Licht und Telefon. Der Großgrundbesitzer Brigadier Luiz Vicente de Sousa Queiroz schenkte der Stadt Land, um die zukünftige Escola Superior de Agronomia Luiz de Queiroz (ESALQ, Landwirtschaftshochschule) zu gründen. Mit dem Niedergang der Nachbarstadt Itu nach 1890 wurde Piracicaba endgültig die bedeutendste Stadt der Region (Campinas, heutige Hauptstadt der Piracicaba umfassenden Region Campinas, war wesentlich kleiner und ärmer als Piracicaba).
Aufgrund der einseitigen Spezialisierung auf das Zuckerrohr stagnierte die Wirtschaft bis Mitte der 1950er Jahre, da im ganzen Staat die Bedeutung des Kaffees zurückging und die Zuckerrohrpreise fielen. Zu spät ergriff die Stadt notwendige Reformen, die immerhin zu einer der frühesten Industrialisierungen im Land führten und eine metallverarbeitende Industrie hervorbrachten, aber durch Fokus auf Gütern für die Zuckerrohrverarbeitung die Abhängigkeit vom Zuckerrohr nicht aufhoben. Der Niedergang konnte aufgehalten werden, er schwang aber nicht in nennenswertes Wachstum um.
Gravierender war für Piracicaba jedoch ab den 1950er Jahren das Wachstum Campinas'. Campinas befindet sich in direktem Standortwettbewerb mit der Stadt und hatte durch vielseitigere Industrie, höheres Wachstum und geographische Vorteile (Anbindung an den Hafen von Santos und Nähe zur Hauptstadt São Paulo). Piracicaba verlor den Wettbewerb und ist heute nur noch regional von Bedeutung und abhängig von Campinas.

### Heute
Seit den 1970er Jahren werden wirtschaftsfördernde Maßnahmen ergriffen, wie die Anbindung an die wichtige Bundesstraße Rodovia Castello Branco und weitere Infrastrukturausbauten. Die ESALQ wird der Universität von São Paulo angeschlossen, und neue Gewerbegebiete ziehen neue Firmen an. Die verstärkte Nachfrage nach Alkohol treibt die Zuckerrohrproduktion wieder an. Viele Projekte wie die Wiederschiffbarmachung des Piracicaba, seine Anbindung an die Wasserstraße Tietê-Paraná, eine Alkoholpipeline und die Anbindung der Stadt an die Bundesstraße Anhangüera sind jedoch noch nicht umgesetzt. Die Stadt hat nun die Hoffnung, das Bild der Peripherie- und „Sackgassen“-Stadt hinter sich lassen zu können. Trotz der langen Krise hat die Stadt ihren Rang als zweitgrößte Stadt und drittgrößte Wirtschaft im Raum Campinas (hinter Campinas und Jundiai) halten können und ist heute einer der weltweit größten Zucker- und Alkoholproduzenten. Industrie und Bildungseinrichtungen sind landesweit bekannt.
Seit dem Jahr 2000 verzeichnet die Stadt wieder gute Wachstumsindizen, investiert in Restaurationen und versucht Kapazitäten für Biotechnik und Exportgüter aufzubauen.

## Bildungseinrichtungen
- Escola Superior de Agronomia Luiz de Queiroz (ESALQ/USP, Landwirtschaft)
- Faculdade de Odontologia de Piracicaba da Unicamp (FOP-UNICAMP, Zahnmedizin)
- Universidade Metodista de Piracicaba (UNIMEP, methodistische Universität)
- Fundação Municipal de Ensino (FUMEP, Ingenieurwissenschaften)
- Escola de Música de Piracicaba (Musikhochschule)

## Religion
Das Christentum ist in der Stadt wie folgt vertreten:

### Römisch-katholische Kirche
Im Jahr 1944 wurde durch Papst Pius XII. in der Stadt das Bistum Piracicaba errichtet. Bischofskirche ist die Kathedrale Santo Antônio.

### Protestantische Kirche
In der Stadt gibt es die unterschiedlichsten evangelischen Glaubensrichtungen, hauptsächlich Pfingstler, darunter die brasilianischen Assemblies of God (die größte evangelische Kirche des Landes), die Christliche Kongregationalistische Kirche in Brasilien, und andere.

## Sport
- Piracicaba besitzt mehrere traditionsreiche Sportmannschaften, vor allem den landesweit bekannten Fußballverein Esporte Clube XV de Novembro (gegründet 1913, 1976 Vizemeister im Campeonato Paulista) sowie Damen- und Herrenmannschaften im Basketball.
- Die beiden Fußballweltmeister José Altafini 1958 und Coutinho 1962 wurden in Piracicaba geboren.

## Persönlichkeiten
- Evaristo Conrado Engelberg (1853–1932), Unternehmer und Erfinder
- Adolpho Gordo (1858–1929), Politiker
- Sylvio Lagreca (1895–1966), Fußballspieler, -trainer und Schiedsrichter
- Marcelino Correr (1932–2006), römisch-katholischer Ordensgeistlicher, Bischof von Carolina
- José João Altafini (* 1938), Fußballspieler
- Irineu Danelón (* 1940), römisch-katholischer Ordensgeistlicher, Altbischof von Lins
- Moacyr José Vitti (1940–2014), römisch-katholischer Geistlicher, Erzbischof von Curitiba
- Coutinho (1943–2019), Fußballspieler
- Guto Ferreira (* 1965), Fußballtrainer
- Antônio Wagner de Moraes (* 1966), Fußballspieler
- Cláudio Batista dos Santos (* 1967), Fußballspieler
- Radames Eger (* 1984), Modedesigner, Künstler und Stadtoriginal in Frankfurt am Main
- Rodrigo Guidolin (* 1985), Tennisspieler
- Gabriel Boschilia (* 1996), Fußballspieler
- Erik Cardoso (* 2000), Sprinter
- Gustavo Nescau (* 2000), Fußballspieler
- Lucas Beraldo (* 2003), Fußballspieler